# بولشايا مارتينوفكا
بولشايا مارتينوفكا (بالروسية: Большая Мартыновка) هي مدينة في مقاطعة روستوف أوبلاست في روسيا.